# Stadio di Angondjé
Lo stadio di Angondjé (in francese Stade d'Angondjé) è uno stadio situato a Libreville, in Gabon. Sorge nel sobborgo di Angondjé. 

## Storia
Lo stadio è stato costruito nel 2010 in occasione della Coppa d'Africa che il paese ha ospitato due anni dopo in collaborazione con la Guinea Equatoriale. I costi della costruzione sono stati sostenuti dal governo gabonese e da quello cinese, in virtù di un piano di investimenti che Pechino scelse di portare avanti in Africa. Anche il contraente generale dei lavori, ovvero lo Shanghai Construction Group, è cinese.
Lo stadio è stato inaugurato con una partita amichevole tra la nazionale di casa e quella brasiliana, vinta dagli ospiti per 2-0. Durante la già citata Coppa d'Africa 2012 ha ospitato diverse partite tra cui la finalissima del torneo. Ha ospitato anche il Trophée des champions 2013, ovvero la sfida annuale tra il vincitore della Ligue 1 e il vincitore della coppa di Francia.
Ospita frequentemente le partite della nazionale gabonese ed è stato utilizzato per la Coppa delle nazioni africane 2017.